# The Incredible Machine
The Incredible Machine (с англ. — «Чудо-машина»), сокращенно TIM, — серия компьютерных игр в жанре головоломка, разработанная в 1992 году компанией Sierra Entertainment и выпущенная совместно с компанией Dynamix. Авторами являются дизайнер Кевин Райан и продюсер Джефф Тьюнелл, версии игр 1993 и 1995 годов были сделаны совместно, однако в 2000—2001 годах над новыми версиями игры работали новые дизайнеры и продюсеры.
В 2013 году Джефф Тьюнелл совместно с компанией Spotkin Games выпустил продолжение серий игр The Incredible Machine под названием Contraption Maker. 7 июля 2014 года игра была выпущена в Steam для Windows и macOS.

## Игровой процесс
Общая цель всех игр серии The Incredible Machine заключается в создании машины Голдберга с помощью доступных объектов и механизмов (например, «бросить мяч в корзину» или «запустить миксер в действие и включить фен»). Доступные объекты варьируются в определенном порядке: начиная от простых веревок со шкивами и заканчивая электроприборами, шарами для боулинга, котом с мышью и человеком, причем последние из них могут взаимодействовать друг с другом и без помощи механизмов (например, если перед мышью поставить сыр, она побежит за ним). В уровнях часто используется закрепленные детали, которые игрок не может изменить, передвинуть или удалить, и чтобы пройти уровень, необходимо аккуратно поставить доступные объекты возле закрепленных. В игре есть режим «свободного моделирования», где игрок может сам придумать себе головоломку.
Стоит учесть, что в игре помимо физических взаимодействий между объектами выделяются также и взаимодействия с окружающей средой, и гравитация. Движок использует детерминированный генератор псевдослучайных чисел в моделировании физики, поэтому результаты любой заданной «машины» точно воспроизводимы. Уровни могут также содержать подсказки в том случае, когда игрок не знает, что и куда поставить (например, «поставить тостер сюда» или «необходимо запустить ленточный транспортер, чтобы передвинуть кота»).

## Игры серии
В серии игры были выпущены следующие версии:
- The Incredible Machine (1993, DOS/Macintosh/3DO)
- The Even More Incredible Machine (1993, DOS/Microsoft Windows, Macintosh)
- Sid & Al's Incredible Toons (1993, DOS)
- The Incredible Toon Machine (1994, Microsoft Windows, Macintosh)
- The Incredible Machine 2 (1994, DOS)
- The Incredible Machine 3 (1995, Microsoft Windows/Macintosh)
- Return of the Incredible Machine: Contraptions (2000, Microsoft Windows/Macintosh)
- The Incredible Machine: Even More Contraptions (2001, Microsoft Windows/Macintosh)
- The Incredible Machine (2011, Apple iPad)

### The Incredible Machine
The Incredible Machine, первую часть серии игр, должна была изначально разработать компания Electronic Arts для Commodore 64 в 1994 году, однако вместо этого компания Dynamix в этом году занималась разработкой игры Arcticfox для Amiga и до весны 1993 года не была готова к выпуску The Incredible Machine. Кевин Райан разработал данную игру за девять месяцев, потратив 36 000 долларов из своего бюджета. The Even More Incredible Machine была улучшенной версией игры The Incredible Machine, содержащая в себе 160 новых уровней, примерно в два раза больше чем в первоначальной версии, а также еще больше новых деталей.
Журнал Computer Gaming World в 1993 году оценил игру The Incredible Machine, назвав её «одной из самых инновационных и потребляемых игр, с которыми можно потратить с пользой время… на создание хорошо смазанной машины воображения с очень широким влечением». Игра получила 4 звезды из 5, отмечая некоторые недостатки.

### The Incredible Machine 2
The Incredible Machine 2 является продолжением The Incredible Machine и включает в себе новые уровни, расширенный ассортимент объектов, новые интерфейс, звуковые сопровождения и музыка, также появился режим многопользовательской игры, в которой нужно по очереди и очень быстро решить головоломки. В игре остался режим «свободного моделирования», однако теперь можно было создавать новые, полностью играбельные головоломки, и определить обстоятельства, при которых данная головоломка будет решена. В плане геймплея, эта игра является большим дополнением к серии, в то время, как последующие обновления были, в основном, портированными версиями для новых операционных систем с обновленными графикой/звуком и иногда с новыми головоломками, но с теми же деталями. Игра была выпущена в 1994 году.

### The Incredible Machine 3
The Incredible Machine 3, также неофициально именовалась как Professor Tim’s Incredible Machines, представляла собой версию игры The Incredible Machine 2 на Windows, с обновленным интерфейсом и возможностью воспроизводить музыку из CD при прохождении головоломки. Была выпущена в 1995 году.

### Return of the Incredible Machine: Contraptions
Return of the Incredible Machine: Contraptions была выпущена в 2000 году. Как и версия игры для Windows 95, она имеет разрешение экрана 800x600. Также в игре содержатся новые уровни, большинство из которых из The Incredible Machine 2.

### The Incredible Machine: Even More Contraptions
Even More Contraptions имеет сервис «WonSwap», с помощью которого игрок может делиться со своими друзьями собранными самим головоломками. Также была выпущена версия игры на Palm Pilot, в которой содержался свой набор деталей и головоломок, подходящих для малого экрана

### Incredible Toons
Sid & Al’s Incredible Toons и The Incredible Toon Machine являются неофициальными частями игры серии, разработанными Крисом Коулом в мультяшном стиле.

### The Incredible Machine(iPad/iPhone)
В 2013 году игра The Incredible Machine была портирована на iPad и iPhone компанией Disney на AppStore. Эта версия содержит в себе новую графику, звуки и уровни, а также хорошо переработанный пользовательский интерфейс, чтобы сделать его легким для использования на сенсорных экранах. Игра была анонсирована и выпущена компанией Disney еще в 8 июня 2011 года в Лос-Анджелесе. В этой версии отсутствует демонстрационный режим, который содержался в предыдущих версиях. Игра поддерживает iPhone и iPad, также существует и режим «свободного моделирования». Приложение было удалено из AppStore по просьбе компании Disney.

## Отзывы
The Incredible Machine стала победителем, получив несколько премий «за инновационный стиль в создании моделей». Игра получила широкое распространение среди любителей игр, что привело к созданию Джеффом Тьюнеллом и Крисом Коулом новой игры Sid & Al’s Incredible Toons.
Версия игры на iPad и iPhone также выиграла конкурс на лучшую игру для Ipad/Iphone и была номинирована на выставку E3 от IGN за лучшую игру в жанре «Головоломка».